# Wincenty Olszewski
Wincenty Olszewski (ur. 26 marca 1934 w Olszewie na Podlasiu) – polski pedagog i działacz związkowy, senator III kadencji.

## Życiorys
Absolwent Liceum Pedagogicznego w Bielsku Podlaskim. W 1957 ukończył studia w Instytucie Pedagogiki Specjalnej w Warszawie. Potem ukończył zaocznie studia w Wyższej Szkole Pedagogicznej w Krakowie. Pracował do czasu przejścia w 1990 na emeryturę w zawodzie nauczyciela, a także kierownika warsztatów szkolnych w państwowym zakładzie wychowawczym w Grudziądzu. Udzielał się jako ławnik sądu rejonowego.
Był aktywnym działaczem sportowym (wiceprezesem Okręgowego Związku Piłki Ręcznej) oraz przez blisko 20 lat arbitrem sportowym w tej dyscyplinie sportu. Pełnił kierownicze funkcje w miejskich strukturach Związku Nauczycielstwa Polskiego.
W latach 1993–1997 zasiadał w Senacie III kadencji, został wybrany jako bezpartyjny kandydat z ramienia Sojuszu Lewicy Demokratycznej w województwie toruńskim. Pracował w Komisji Kultury, Środków Przekazu, Wychowania Fizycznego i Sportu oraz Komisji Nauki i Edukacji Narodowej. W 1997 bez powodzenia ubiegał się o reelekcję z ramienia własnego komitetu wyborczego. W latach 1998–2002 z ramienia SLD zasiadał w sejmiku kujawsko-pomorskim. Później został członkiem zarządu głównego Stowarzyszenia Parlamentarzystów Polskich.
W 1997 odznaczony Krzyżem Oficerskim Orderu Odrodzenia Polski.